# Ramaria abietina
Ramaria abietina (Christian Hendrik Persoon, 1794 ex Lucien Quélet, 1888) din încrengătura Basidiomycota, în familia Gomphaceae și de genul Ramaria, denumită în popor tocmăgelul bradului,, este o ciupercă necomestibilă care este în primul rând un saprofit uneori și simbiont, având de asemenea însușiri ale încrengăturii Ascomycota. În România, Basarabia și Bucovina de Nord, se dezvoltă, de la câmpie la munte, crescând în grupuri mai mari sau mai mici în păduri de conifere pe mușchi și sol umed, preferat sub brazi, dar de asemenea pe lângă molizi. Timpul apariției este din (iunie) iulie până toamna târziu.

## Taxonomie
Primul care a descris specia sub denumirea a fost renumitul savant (Christian Hendrik Persoon în publicația sa Neuer Versuch einer systematischen Eintheilung der Schwämme, în jurnalul botanic Neues Magazin für die Botanik din 1794, un nume găsit în cărți micologice până în prezent (2019).
Micologul francez Lucien Quélet a transferat soiul la genul Ramaria sub păstrarea epitetului, de verificat în lucrarea sa Flore Mycologique de la France et des Pays Limitrophes din 1888. Acest taxon este cel valabil actual.
Dintre celelalte sinonime acceptate se mai folosește taxonul Ramaria ochraceovirens al micologului olandez Marinus Anton Donk din 1933, chiar și în România.

## Descriere

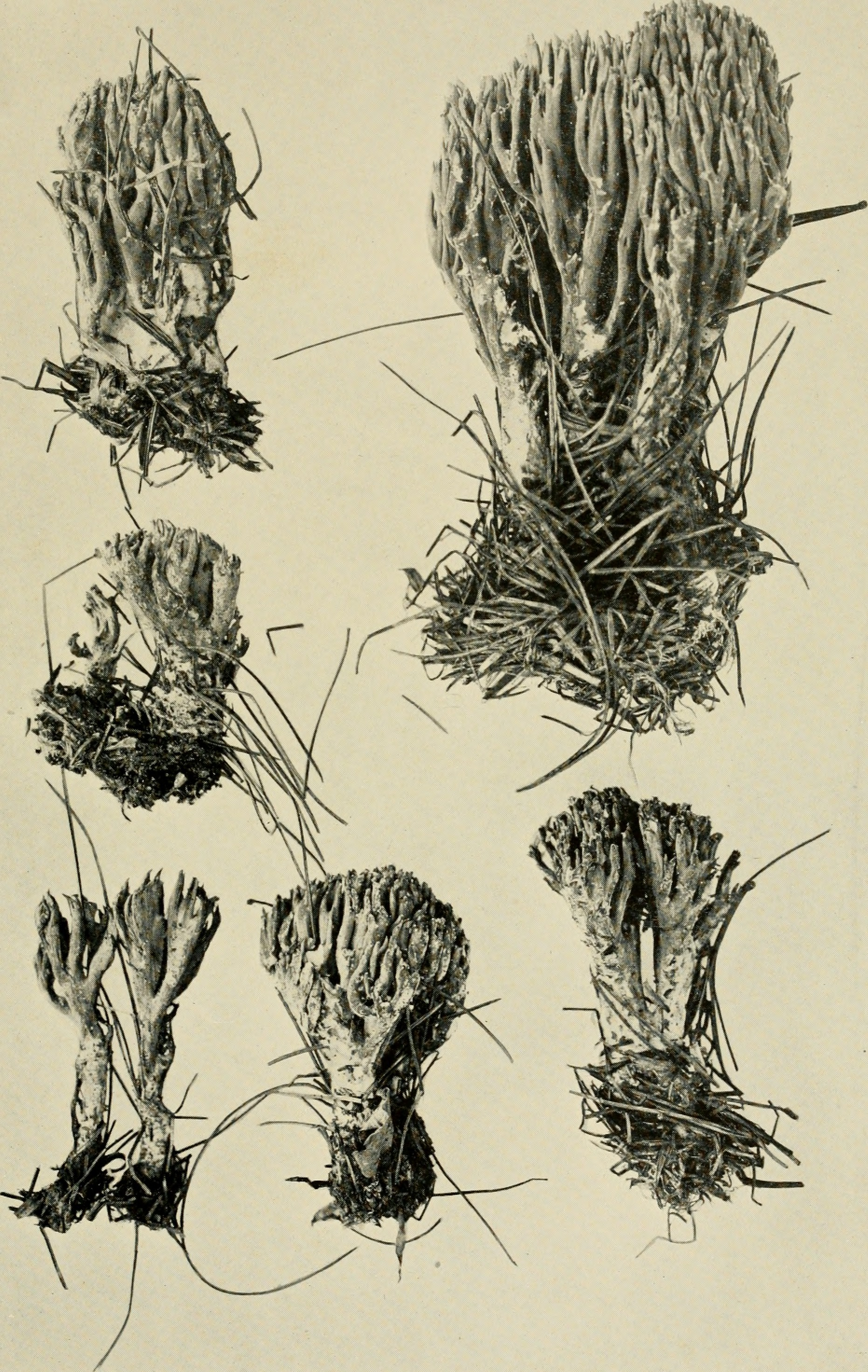
R abietina, evoluție

- Corpul fructifer:  are o înălțime de 2-7 (9) cm și un diametru de 2-5 cm, fiind netedă, dar pe vreme umedă unsuroasă. Se împarte dintr-o bază groasă în numeroase ramificații verticale și striate în lungime, tari și elastice, mai groase la bază și subțiate treptat către vârfurile zbârcite și dințate. Coloritul este ocru-gălbui, înverzind în sus, devenind la bătrânețe măsliniu până albastru-verzui. Se decolorează la atingere verde-măsliniu.
- Piciorul: este foarte scurt, subțire, flasc și la bază plin de micelii relativ groase și albe.
- Carnea: tare, elastică și străbătută de fibre longitudinale, este albicioasă până ocru-gălbuie, devenind după scurt timp măslinie. Mirosul este de anason, adesea cu nuanțe de pământ, gustul fiind în primul moment plăcut devenind însă repede foarte amar.
- Caracteristici microscopice: are spori ovoidali în formă de alună cu un capăt oblic, slab hialini (translucizi), fin verucoși și măsoară 6-8 x 4-4,5 microni. Pulberea lor este de colorit ocru-maroniu. Basidiile (celulele purtătoare de spori) în formă de măciucă cilindrică și cu o dimensiune de 40-45 x 10-12 microni, poartă de obicei 2 sterigme destul de lungi (până la 7 μm).
- Reacții chimice: nu sunt cunoscute.[2][3]

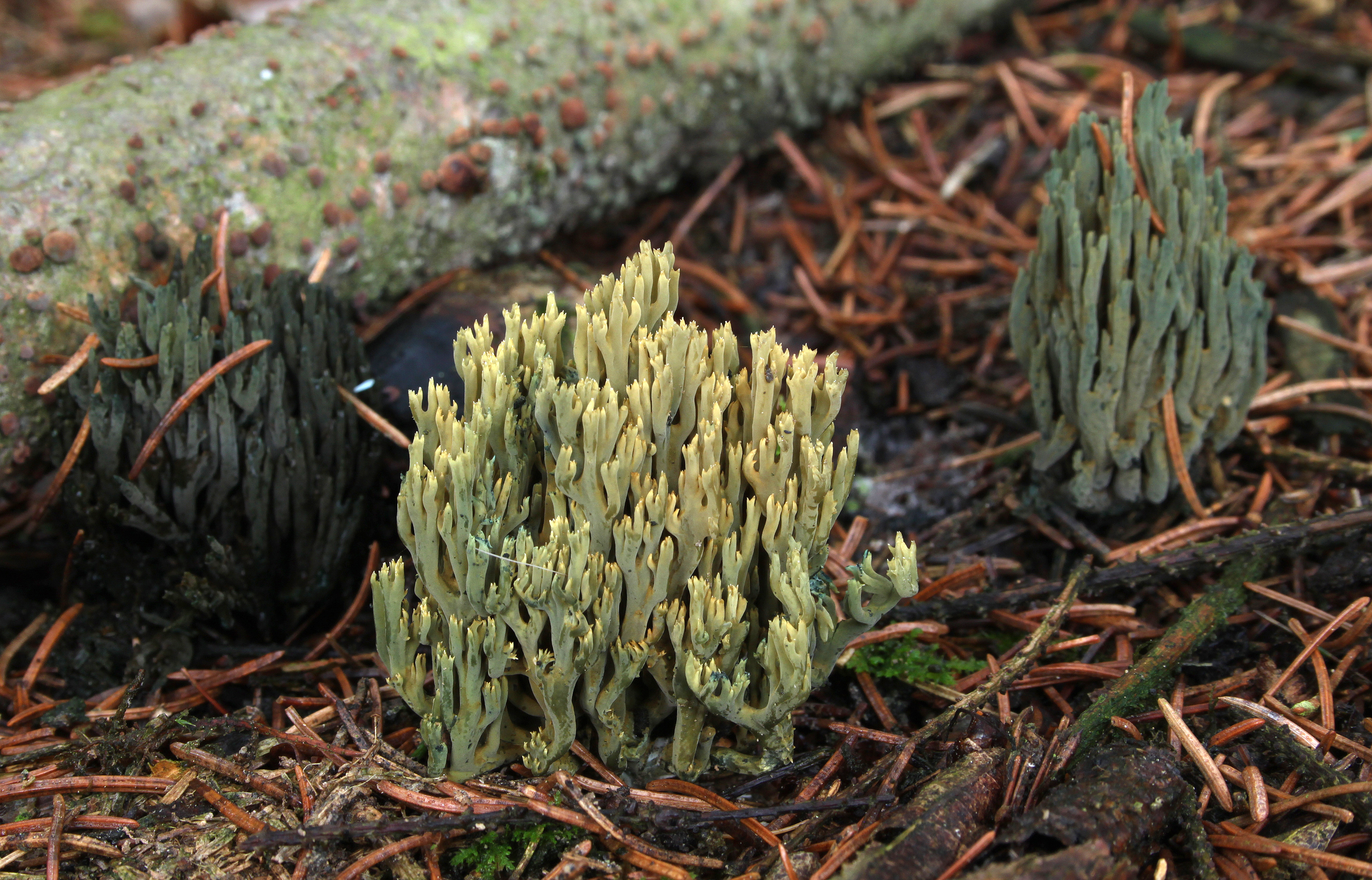
R.abietina mai tânără
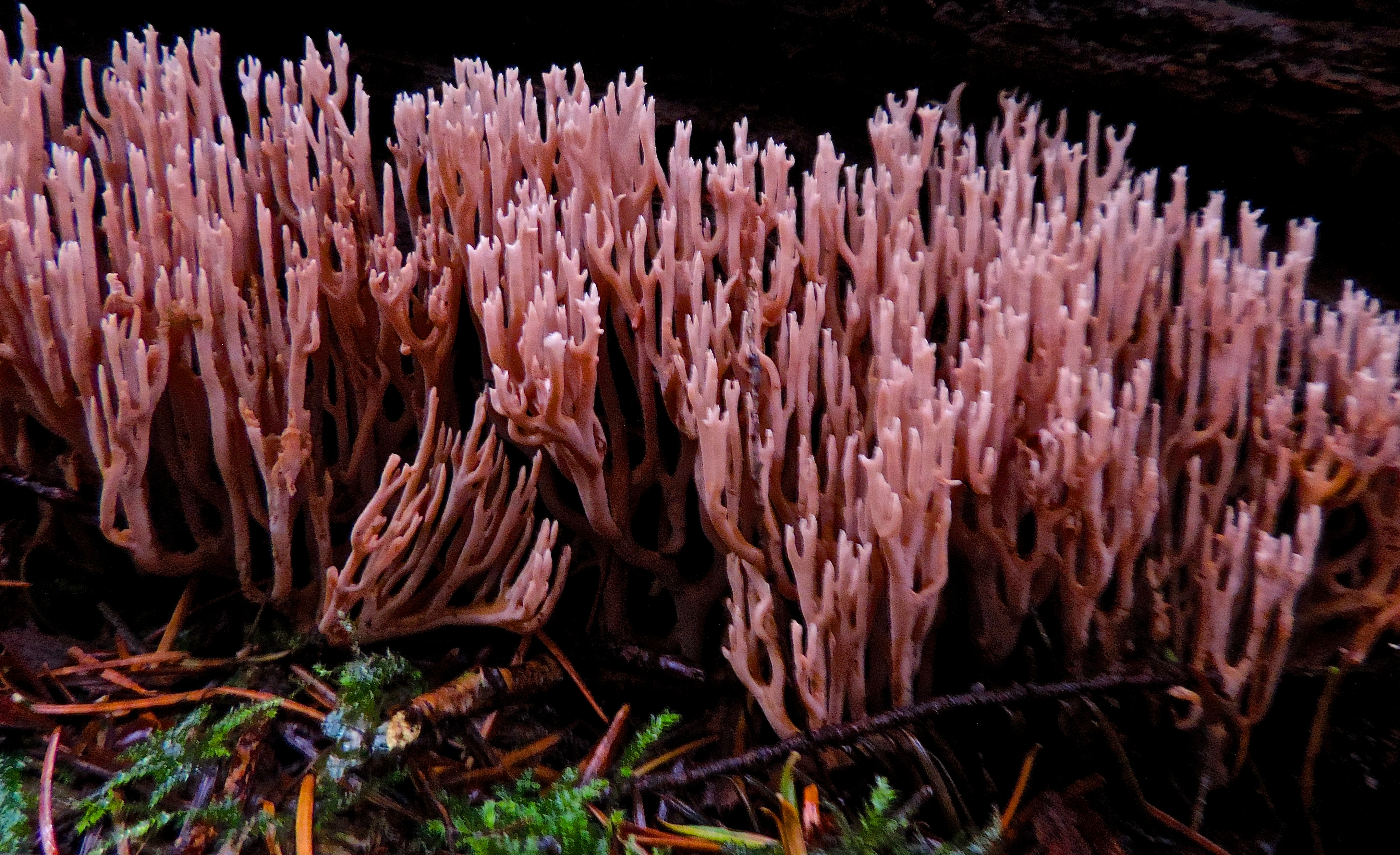
R.abietina mai bătrână
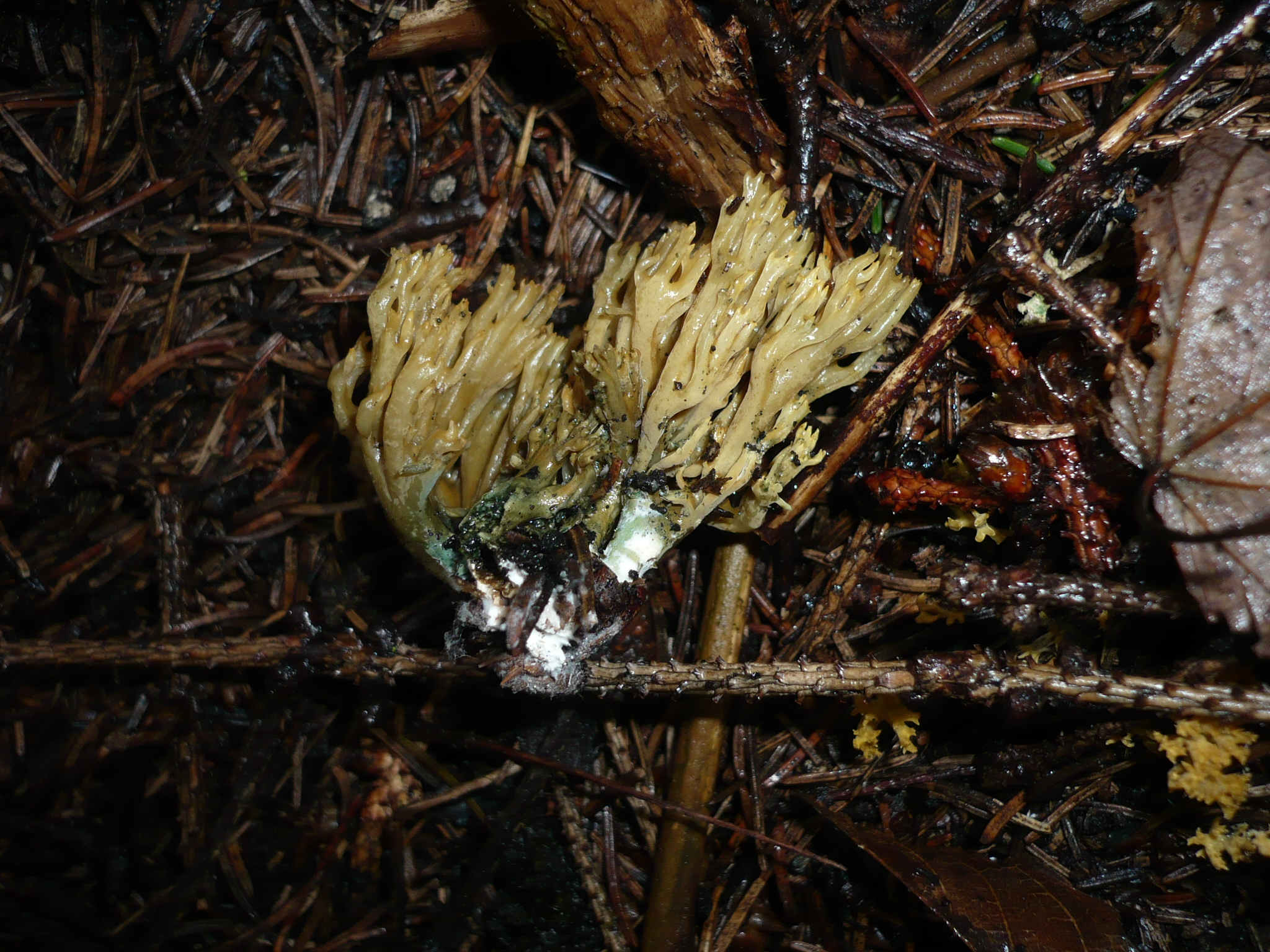
R. abietina pe vreme umedă

## Confuzii
Dacă nu se dea seama de mirosul de anason, tocmăgelul bradului ar putea fi confundat cu Cladonia cenotea (culinar neînsemnătoare), Clavulina cinerea (comestibilă), Clavulina coralloides (comestibilă), Clavulina rugosa (comestibilă, de valoare inferioară), Ramaria broomei (necomestibilă, amară), Ramaria eumophoria sin. Ramaria invalii (necomestibilă, amară), Ramaria flaccida (necomestibilă, tare și elastic), Ramaria flavescens (comestibilă), Ramaria flavobrunnescens (comestibilă), Ramaria formosa (otrăvitoare, elastică și puțin ațoasă, gustul devine în timpul dezvoltării din ce în ce mai amar), Ramaria gracilis (comestibilă),sau Ramaria stricta sin. Ramaria condensata (necomestibilă, gust slab de anason, dar piperat, destul de amar și astringent),

## Specii asemănătoare în imagini

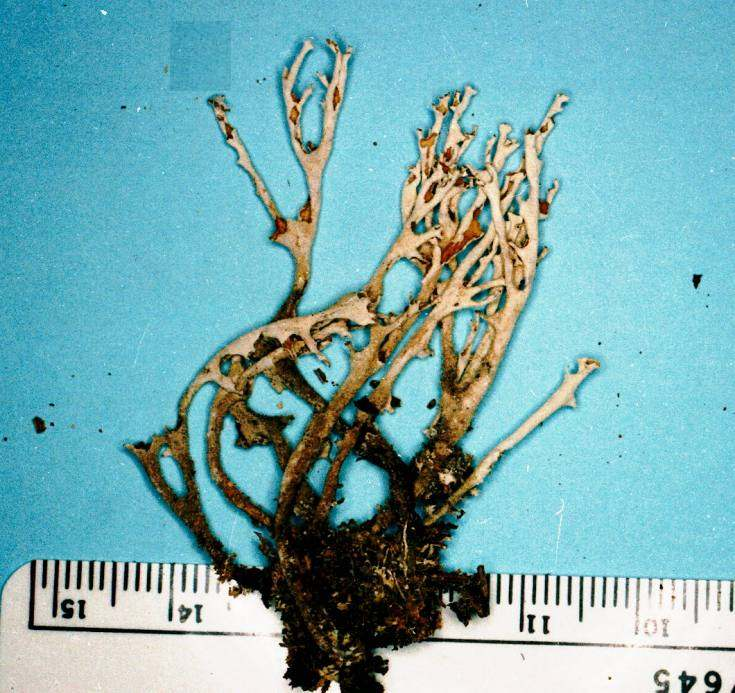
Cladonia cenotea
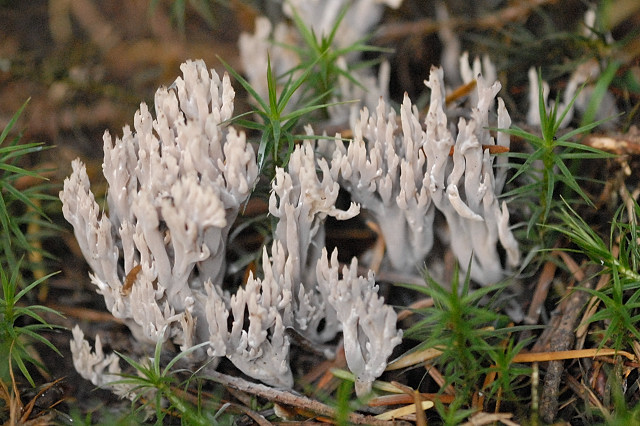
Clavulina cinerea
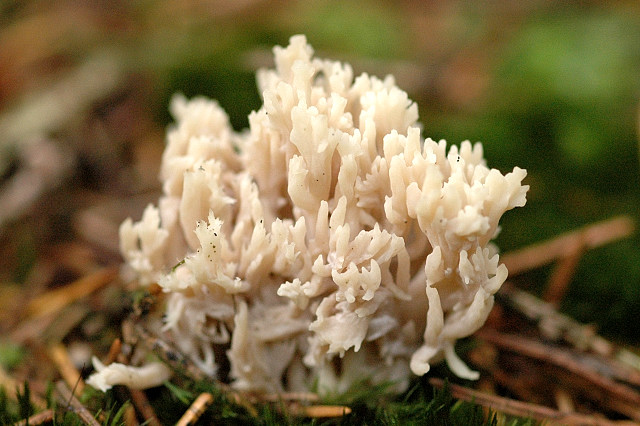
Clavulina coralloides
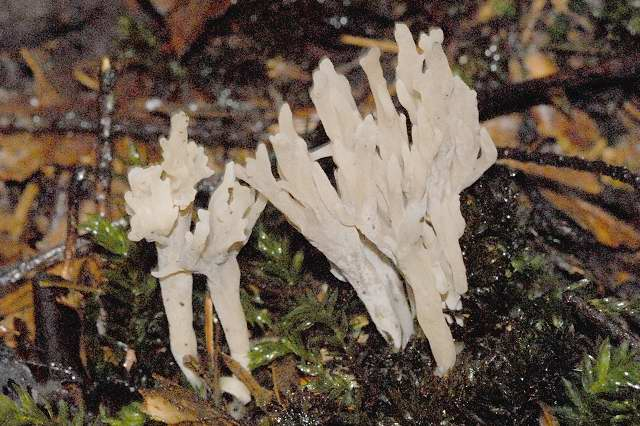
Clavulina rugosa
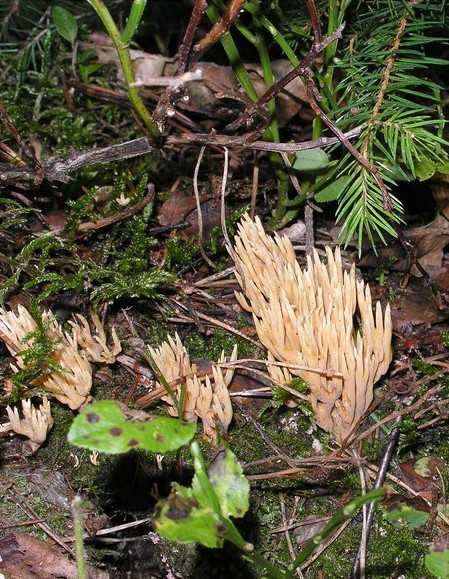
!Ramaria eumophoria sin. Ramaria invalii!
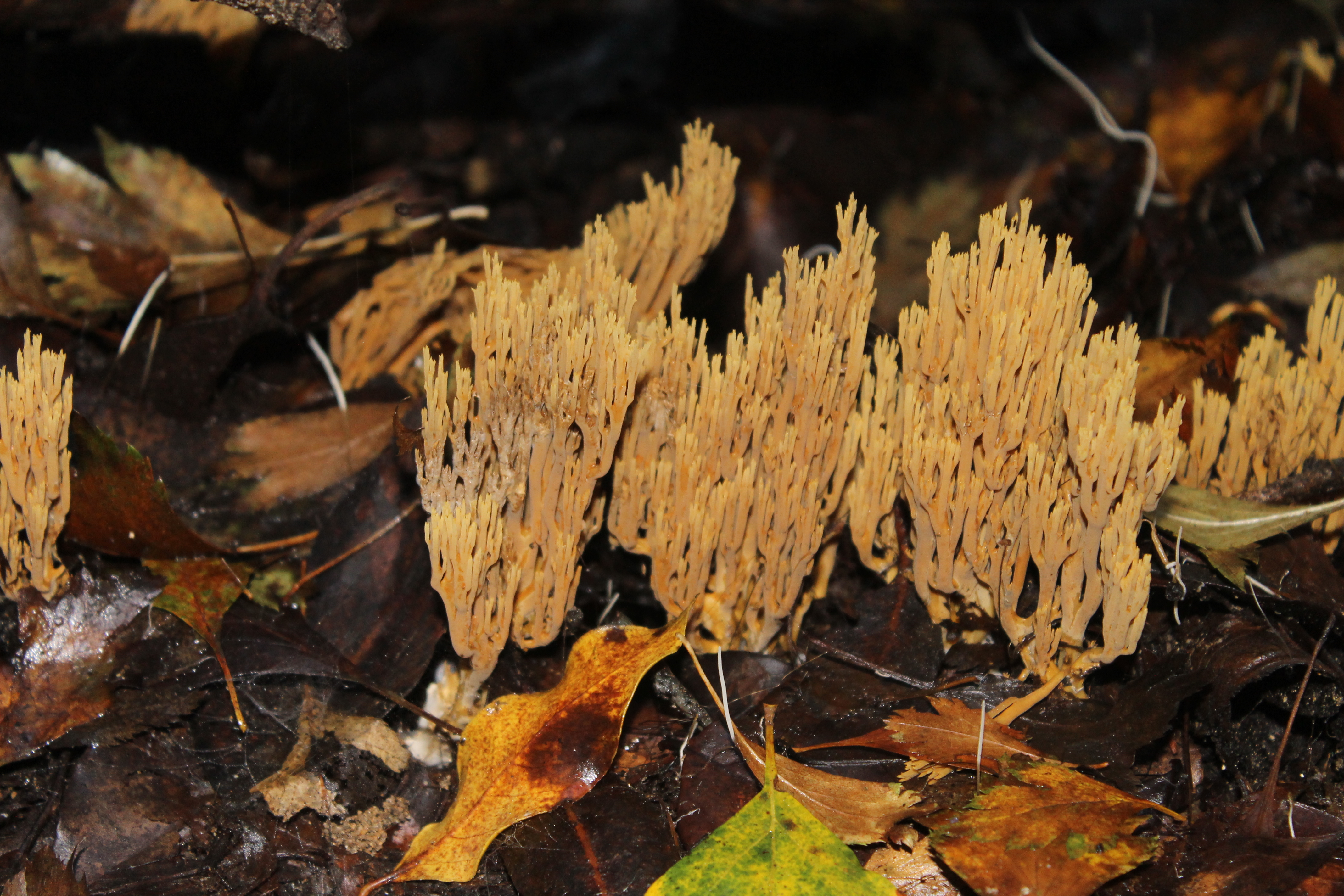
!Ramaria flaccida!

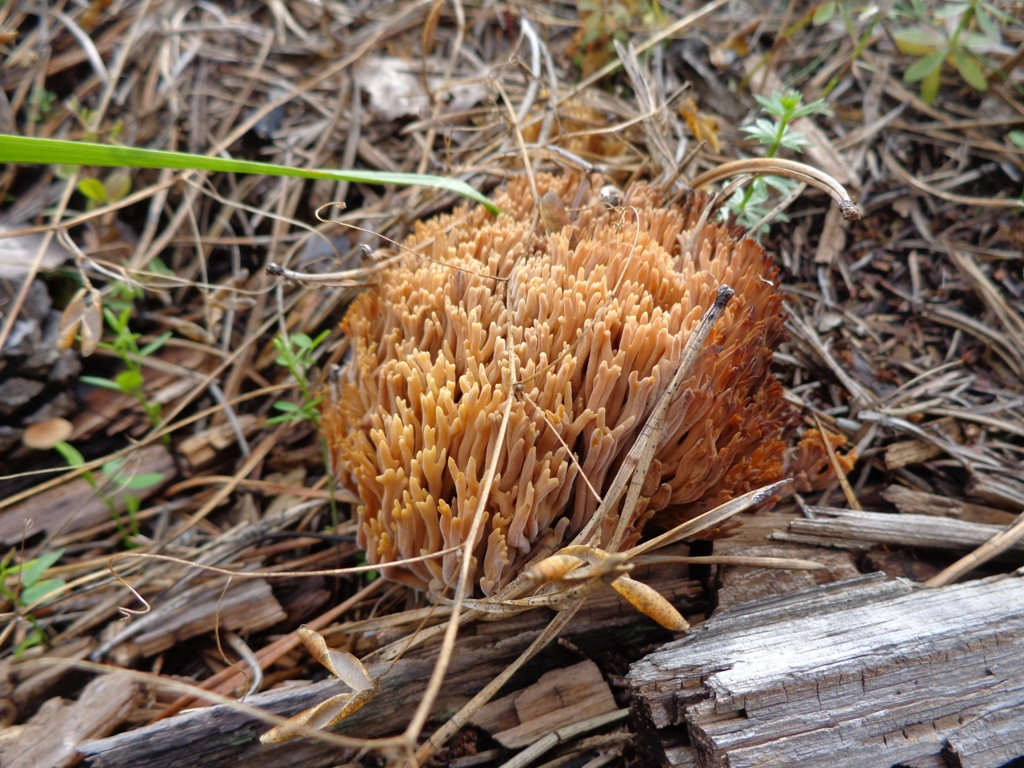
Ramaria flavescens
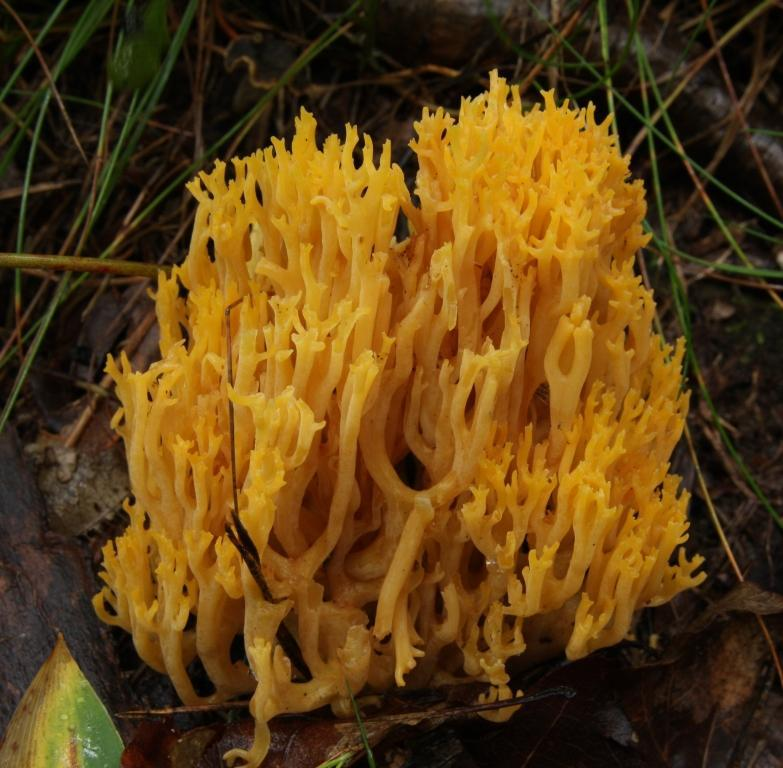
Ramaria flavobrunnescens
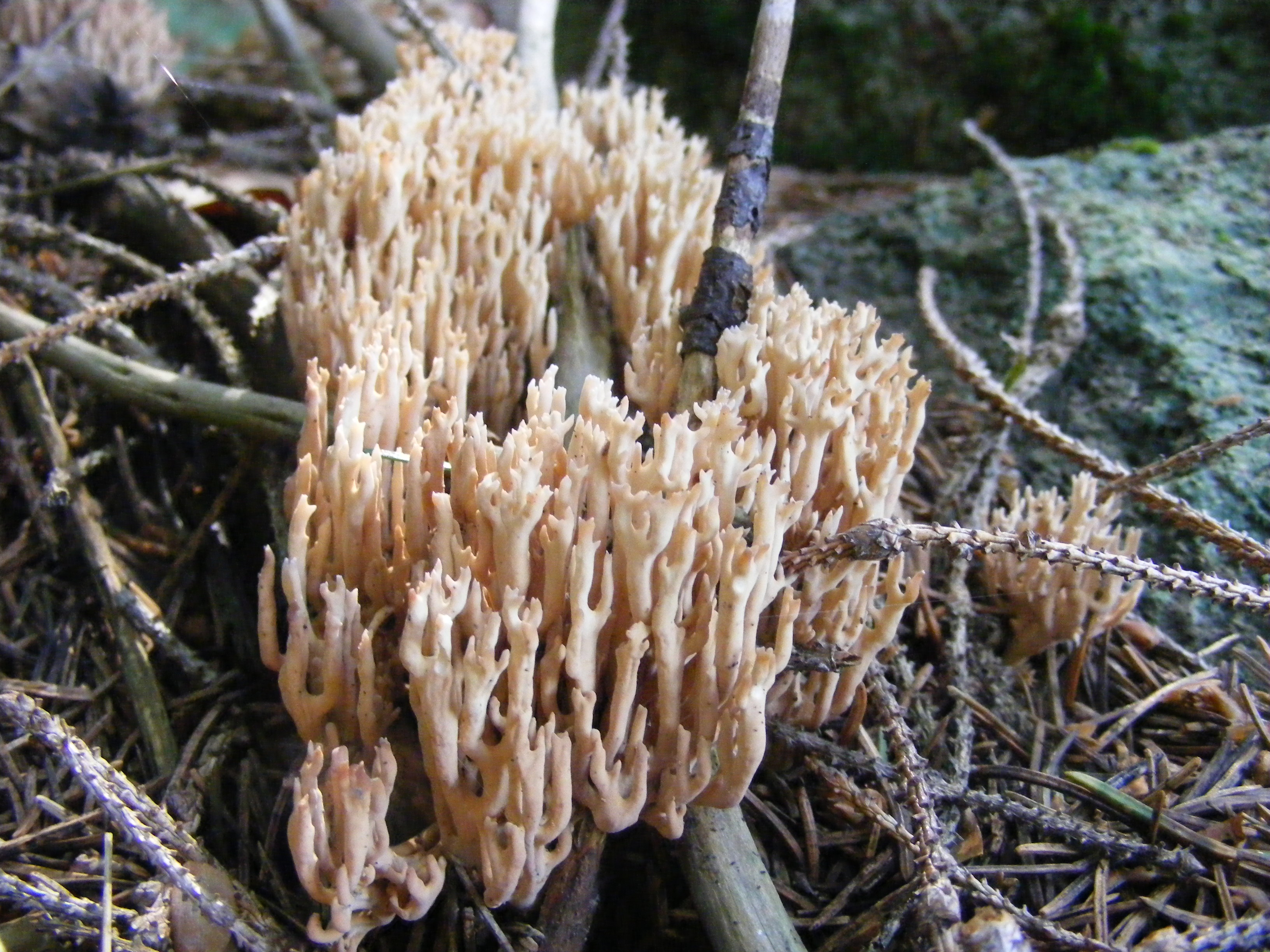
!!Ramaria formosa!!
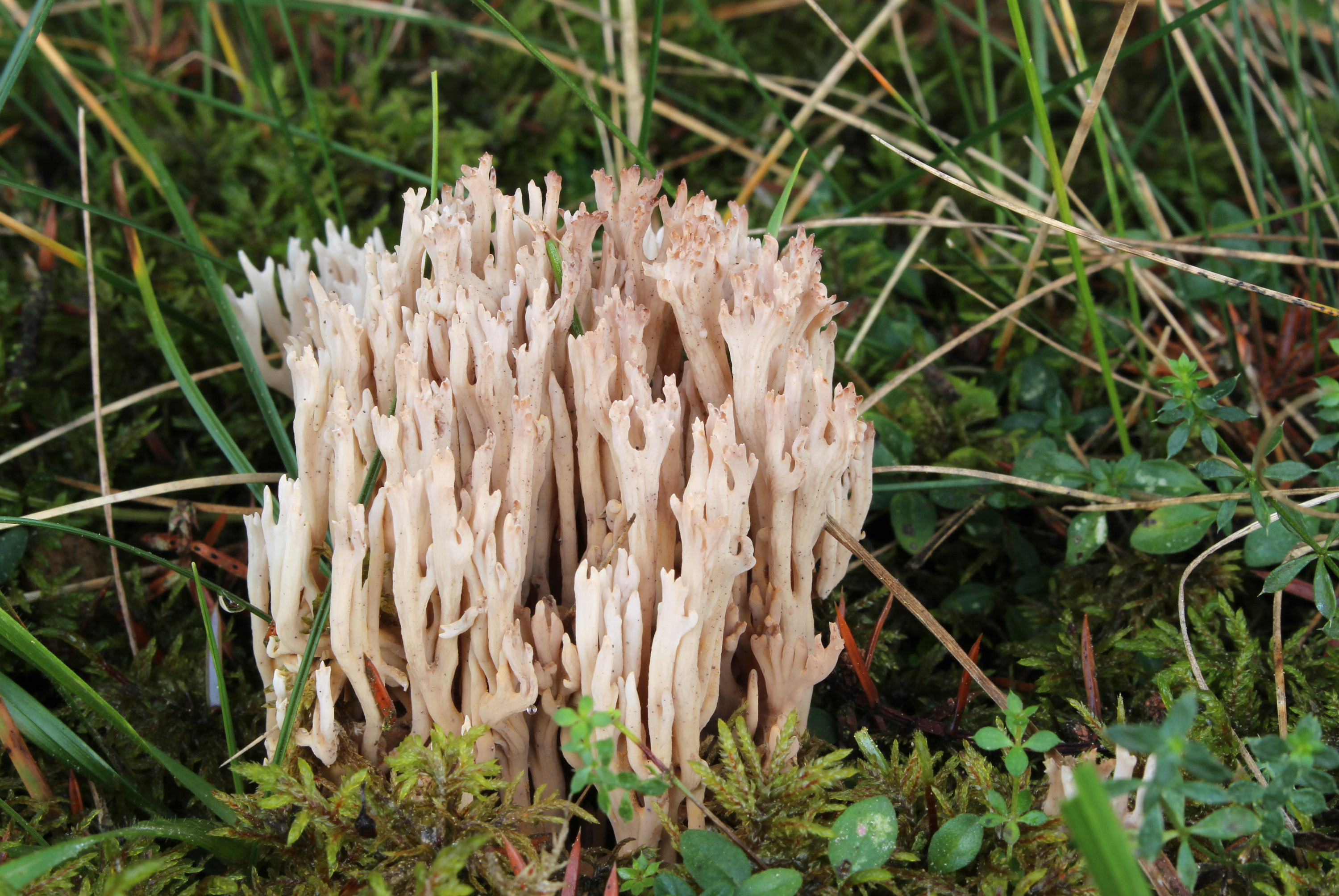
Ramaria gracilis
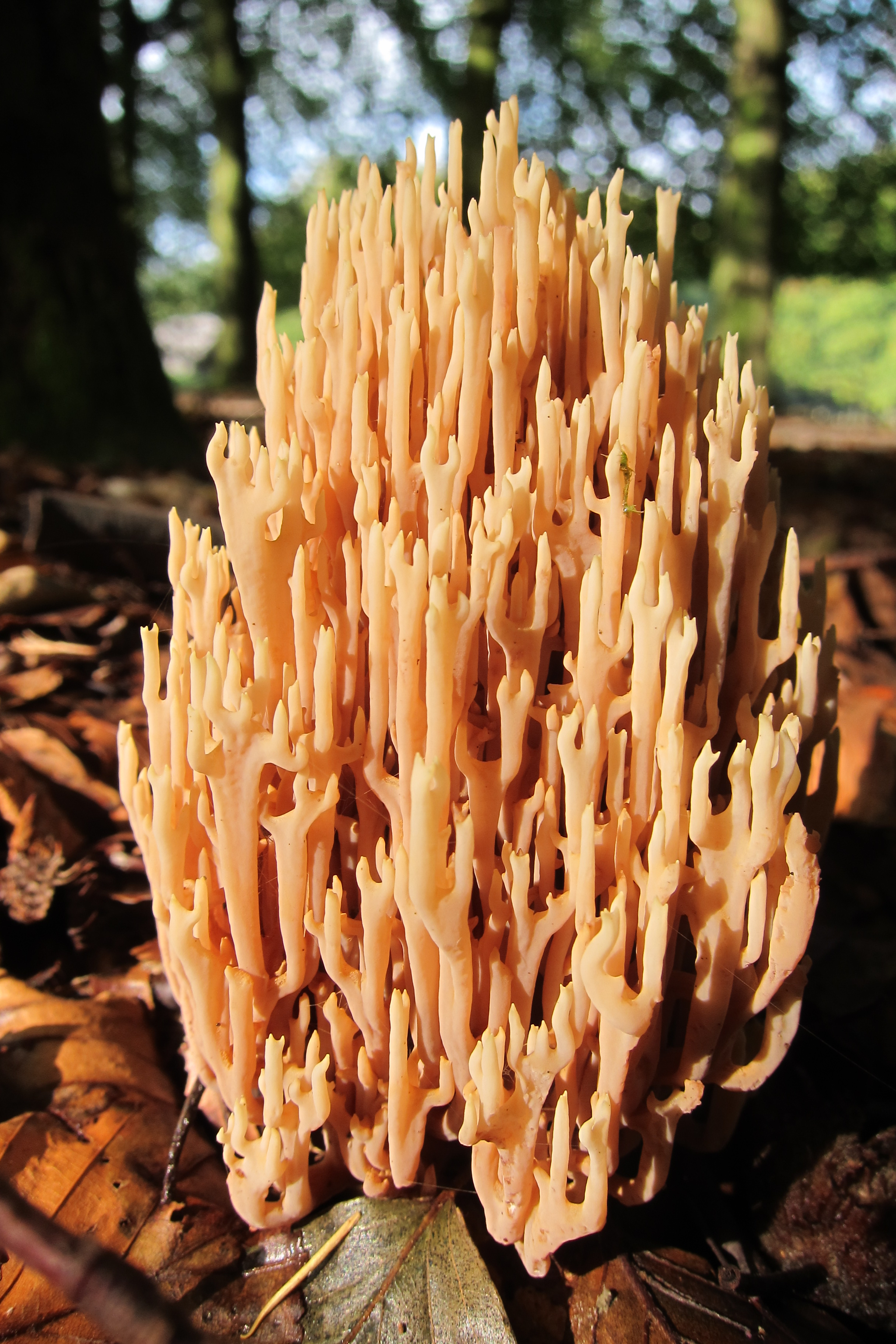
!Ramaria stricta!

## Valorificare
Tocmăgelul bradului nu este comestibil, pe de o parte din caza cârnii elastice, pe de alta datorită gustului amar.